# 大阪公立大学人工光合成研究センター
大阪公立大学人工光合成研究センター（おおさかこうりつだいがく じんこうこうごうせいけんきゅうせんたー、英: Research Center for Artificial Photosynthesis, Osaka Metropolitan University）は、大阪市住吉区にある大阪公立大学の附置研究所である。環境問題の解決および新エネルギーの創出に係る基礎研究において一定の成果を上げた、人工光合成の実用化に向けた新たなステージに取り組むことを目的として設立された。略称はReCAP。

## 概要
大阪市立大学人工光合成研究センターは、太陽光の高効率捕集・エネルギー伝達を連動させた人工光合成膜デバイスの完成を目指すとともに、太陽光エネルギーから得られた電子を使い二酸化炭素からメタノール等のアルコール燃料を生成する新規触媒の開発を進め、人工光合成研究およびその周辺技術に関する応用研究を推進する中核拠点として機能するために、2013年（平成25年）6月に開所された。
また、2016年（平成28年）4月1日から2022年（令和4年）3月31日まで共同利用・共同研究拠点に指定された。2022年4月より、北海道大学触媒科学研究所、産業技術総合研究所触媒化学融合研究センターと「触媒科学計測共同研究拠点」を形成している。

## 沿革
- 2007年（平成19年） - 複合先端研究機構設立。
- 2008年（平成20年）4月 - 「次世代エネルギーの開拓と産業応用」の研究プロジェクト始動。
- 2013年（平成25年）6月 - 人工光合成研究センター開所。
- 2022年（令和4年）4月 - 管轄が大阪市立大学から大阪公立大学となる。

## 所在地
- 大阪府大阪市住吉区杉本3-3-138

大阪公立大学杉本キャンパス内に所在する。